# Clásica de Alcobendas
La Clásica de Alcobendas era una corsa a tappe maschile di ciclismo su strada che si svolge ad Alcobendas, nella comunità di Madrid, dal 1984 al 2008. Si correva nell'arco di tre giorni in maggio. Dal 2005 fece parte dell'UCI Europe Tour, nella classe 2.1.

## Storia
Disputata per la prima volta nel 1984, venne aperta ai professionisti nel 1991.
Fino al 2000 era una corsa di un solo giorno; a partire da quell'anno divenne una gara a tappe.

## Albo d'oro
Aggiornato all'edizione 2009.
| Anno | Vincitore             | Secondo                     | Terzo                          |
| ---- | --------------------- | --------------------------- | ------------------------------ |
| 1984 | Alain de Vuyst        | José Albisu                 | Javier Murguialday             |
| 1985 | José Carrera          | Isaac Lisaso                | Juan Carlos González           |
| 1986 | Roberto Rodríguez     | Melchor Mauri               | Víctor Gonzalo                 |
| 1987 | Jesús Núñez Lazo      | Antonio Espinel             | Flavio Vanzella                |
| 1988 | non disputata         | non disputata               | non disputata                  |
| 1989 | Kiko García           | Antonio Salvador            | Ramon Ros                      |
| 1990 | non disputata         | non disputata               | non disputata                  |
| 1991 | Ángel Edo             | José Luis Rodríguez García  | Vicente Prado                  |
| 1992 | Kiko García           | Juan Carlos González        | Alfonso Gutiérrez              |
| 1993 | Laurent Jalabert      | Ángel Edo                   | Alberto Leanizbarrutia         |
| 1994 | Abraham Olano         | Alberto Leanizbarrutia      | Paolo Lanfranchi               |
| 1995 | Federico Colonna      | Gianmatteo Fagnini          | David Etxebarria               |
| 1996 | Stefano Celambi       | Simone Biasci               | Stefano Dante                  |
| 1997 | Sergej Smetanin       | Ángel Edo                   | Oleksandr Hončenkov            |
| 1998 | Juan Carlos Domínguez | Unai Extebarria             | David Extebarria               |
| 1999 | Juan Carlos Domínguez | Miguel Á. Martín Perdiguero | Cândido Barbosa                |
| 2000 | Henk Vogels           | Juan Carlos Vicario         | Ángel Vicioso                  |
| 2001 | Abraham Olano         | Juan Carlos Domínguez       | Jan Hruška                     |
| 2002 | David Moncoutié       | David Millar                | Andrej Teterjuk                |
| 2003 | Joseba Beloki         | Juan Carlos Domínguez       | Santiago Botero                |
| 2004 | Iban Mayo             | Eladio Jiménez              | David Moncoutié                |
| 2005 | Pavel Tonkov          | José Á. Gómez Marchante     | Miguel Á. Martín Perdiguero    |
| 2006 | Jan Hruška            | Vladimir Karpec             | Daniel Moreno                  |
| 2007 | Luis Pérez Rodríguez  | Daniel Moreno               | Alberto Fernández de la Puebla |
| 2008 | Ezequiel Mosquera     | Tomasz Marczyński           | Massimo Codol                  |